# Cao Yue
Cao Yue (kinesiska: 曹 玥), född 29 oktober 1995, är en kinesisk simmare.

## Karriär
Cao tävlade för Kina vid olympiska sommarspelen 2016 i Rio de Janeiro, där hon blev utslagen i försöksheatet på 400 meter frisim.